# Obermühle (Räbke)

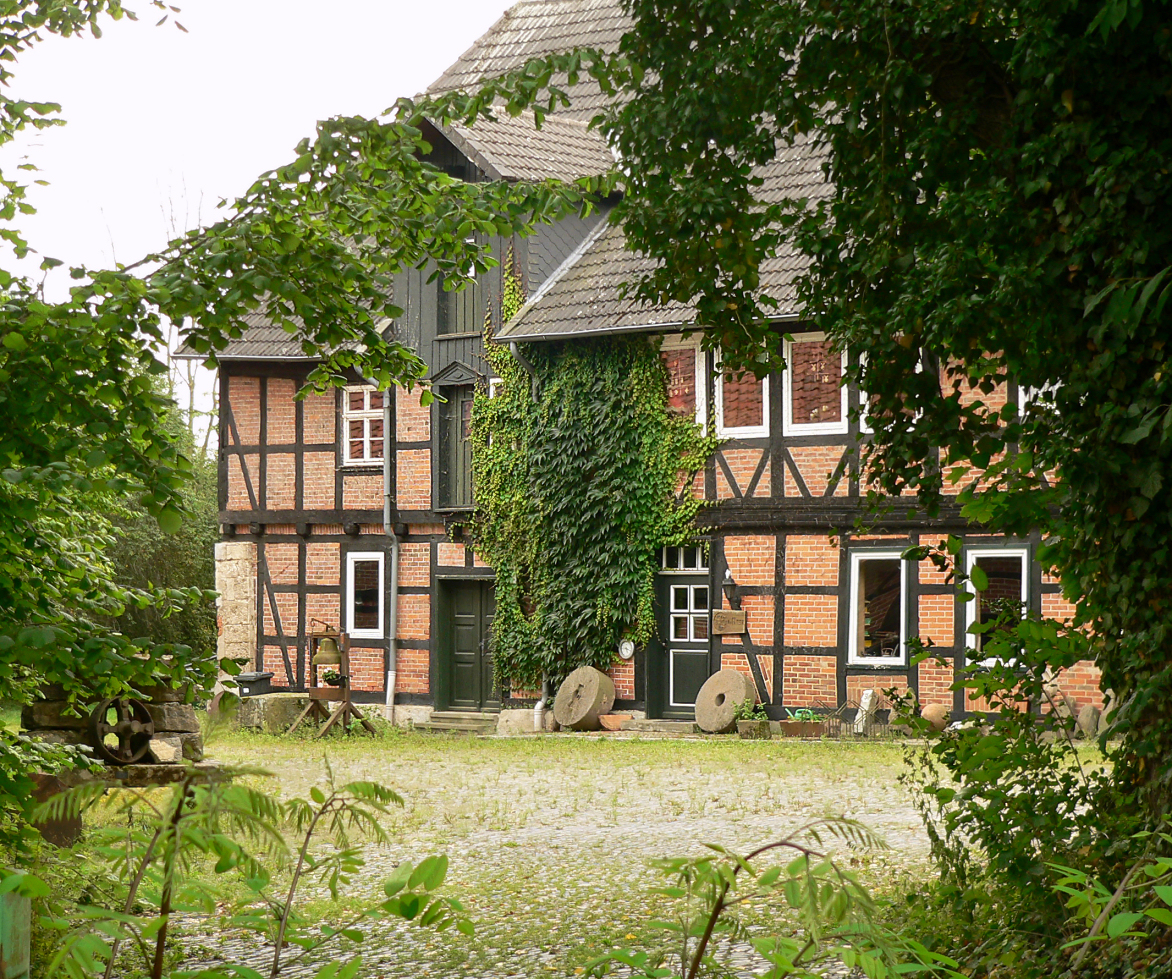
Mühlengebäude der Obermühle

Die Obermühle, auch Obere Papiermühle und nach ihren jeweiligen Besitzern auch Bertrams-Mühle und Nagels-Erben-Mühle genannt, war eine oberschlächtige Wassermühle an der Schunter bei Räbke im Landkreis Helmstedt. Das frühere Mühlengebäude steht seit 1993 unter Denkmalschutz. Die Obermühle war lange eine Papiermühle und wurde später als Amtsmahlmühle der Edelleute von Warberg zu einer Getreidemühle. Sie liegt außerhalb des Dorfes und war  die erste Wassermühle unterhalb der Schunterquelle. Dadurch erhielt sie reines Quellwasser, was für eine gute Papierqualität sorgte.

## Geschichte

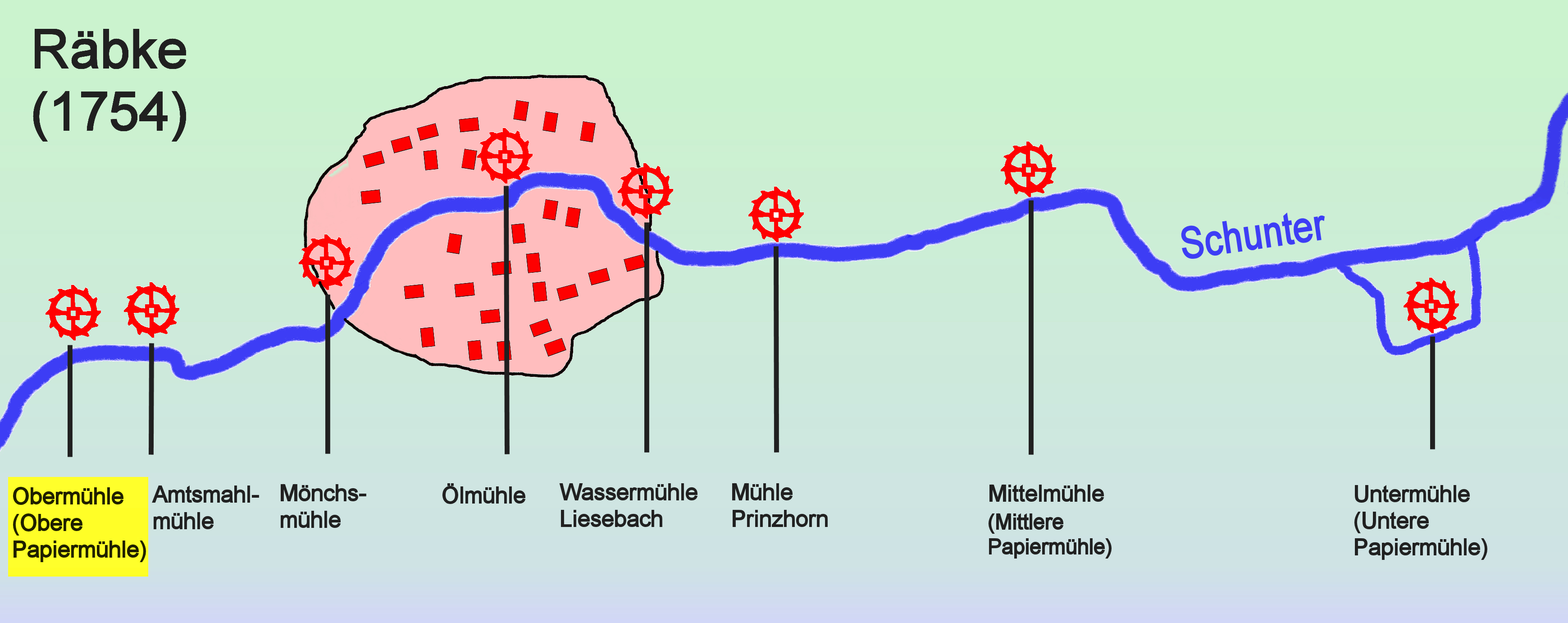
Lage der Mühle an der Schunter, 1754

Zur Entstehung der Mühle gibt es unterschiedliche Angaben. Einer Version nach wurde die Mühle zu einem unbekannten Zeitraum von Mönchen als Papiermühle erbaut. Dies gibt der Journalist Wilhelm Kleeberg als Verfasser des 1978 erschienenen Standardwerks zur niedersächsischen Mühlengeschichte an. Der Heimatforscher Joachim Lehrmann zweifelt diese Entstehungsgeschichte in seinem 1994 erschienenen Werk zur Räbker Buch- und Papiergeschichte an, da das Erbregister des Amtes Warberg von 1704 keine Vorgängeranlage der Obermühle nennt.
Überlieferungen zufolge saßen bereits 1692 „Papiermüller“ auf der Mühle, von denen der 1694 genannte Jürgen Canebley der erste war. 1708 kam es zu einer Neuerrichtung des Mühlengebäudes, das noch heute steht. Die Mühle hatte ein Wasserrad von 6 m Durchmesser. Laut einer Inventaraufnahme von 1728 war es ein ziegelgedecktes Haus, das 16 Verbind lang und 9 Verbind breit war. Verbind ist ein historischer Begriff für ein Gefach ist, das etwa 2 Meter misst.
Die Mühle ist auf einer im Rahmen der Braunschweigischen General-Landesvermessung von 1754 angefertigten Karte von Räbke und Umgebung eingezeichnet. Zu der Zeit lebten in den 84 Wohngebäuden des Dorfes fast 570 Menschen.
Den Mühlenneubau von 1708 veranlasste die Witwe Anna Marie Canebley von der Räbker Mittelmühle. Da sie nicht über genügend Mittel verfügte, schoss ihr der Forstmeister und Amtmann Daniel Köhler Geld vor. Nach seinem Tod 1711 beanspruchten seine Erben das Eigentumsrecht an der Obermühle und verpachteten sie an die dort wohnhafte Witwe Anna Marie Canebley. 1728 verkauften die Erben die Mühle an den Hofrat und Mediziner Lorenz Heister aus Helmstedt. Nach einer Klage der Pächterin Anna Marie Canebley musste er 1733 die Mühle von ihr für 18.000 Taler erneut kaufen.
1764 kam die Obermühle in den Besitz des Papiermachermeisters Johann Ernst Scharrschmidt, dessen Witwe sie an einen Papierfabrikanten verkaufte. Bei einem Verkauf im Jahr 1865 wurde die Papiermühle zu einer Mahlmühle umgebaut, womit die jahrhundertelange Tradition der Papierherstellung in Räbke zu Ende ging. 1909 wurde laut dem Räbker Erbenzinsregister ein Bertram Besitzer.
Laut dem Räbker Mühlenkataster von 1939 gehörte die Mühle Ida Nagel und wurde von ihrem Ehemann Konrad Nagel als Mahl- und Schrotmühle betrieben. Der Antrieb erfolgte mit dem Wasserrad und einem zusätzlichen Motor. Das Mahlgut holte der Müller aus Konkurrenzgründen von Kunden in Räbke sowie Eitzum ab und lieferte das Mehl an. Ende der 1930er Jahre wurden 100 Tonnen Weizen und Roggen und durchschnittlich 3000 Zentner Schrot verarbeitet.
Aus Altersgründen verpachtete das Besitzerehepaar Nagel die Mühle 1952 an einen heimatvertriebenen Müller aus Niederschlesien. Anschließend belief sich die Tagesproduktion auf zwei Tonnen Mehl; außerdem wurde geschrotet. Die Obermühle belieferte außer Räbke auch Kunden in den Orten Frellstedt, Warberg, Schöningen und Sambleben mit Mehl. Der Transport wurde anfangs mit dem Pferdewagen und ab 1957 mit einem VW-Bulli durchgeführt. 1962 erfolgte die endgültige Betriebseinstellung. 1965 wurden das Wasserrad und das Mahlwerk ausgebaut. Auf dem Mühlenhof wurde von 1964 bis 1972 die letzte Schäferei in Räbke betrieben, die bis zu 300 Muttertiere hatte.